# 포트먼 로드
포트먼 로드(영어: Portman Road)는 잉글랜드 서퍽주 입스위치에 위치한 축구 경기장으로, 수용 인원은 30,311명이며 입스위치 타운 FC의 홈 구장으로 사용되고 있다. 과거 잉글랜드 청소년 축구 국가대표팀 경기가 여러 차례 열렸으며 2003년 잉글랜드와 크로아티아의 친선 경기가 열리기도 했던 곳이다.
입스위치 타운은 1878년부터 1884년까지 브룸 힐(Broom Hill)과 브룩스 홀(Brook's Hall)을 홈 구장으로 사용했지만 1884년 현재와 같은 경기장이 준공된 뒤부터 홈 구장으로 사용하고 있다.

## 기록
- 최다 관중 수: 38,010명 (대 리즈 유나이티드(1975년 3월 8일), 잉글랜드 FA컵 6라운드 경기)
- 최다 관중 수 (전좌석 경기장 시대): 30,152명 (대 노리치 시티(2003년 12월 21일, 풋볼 리그 1 경기)

## 사진

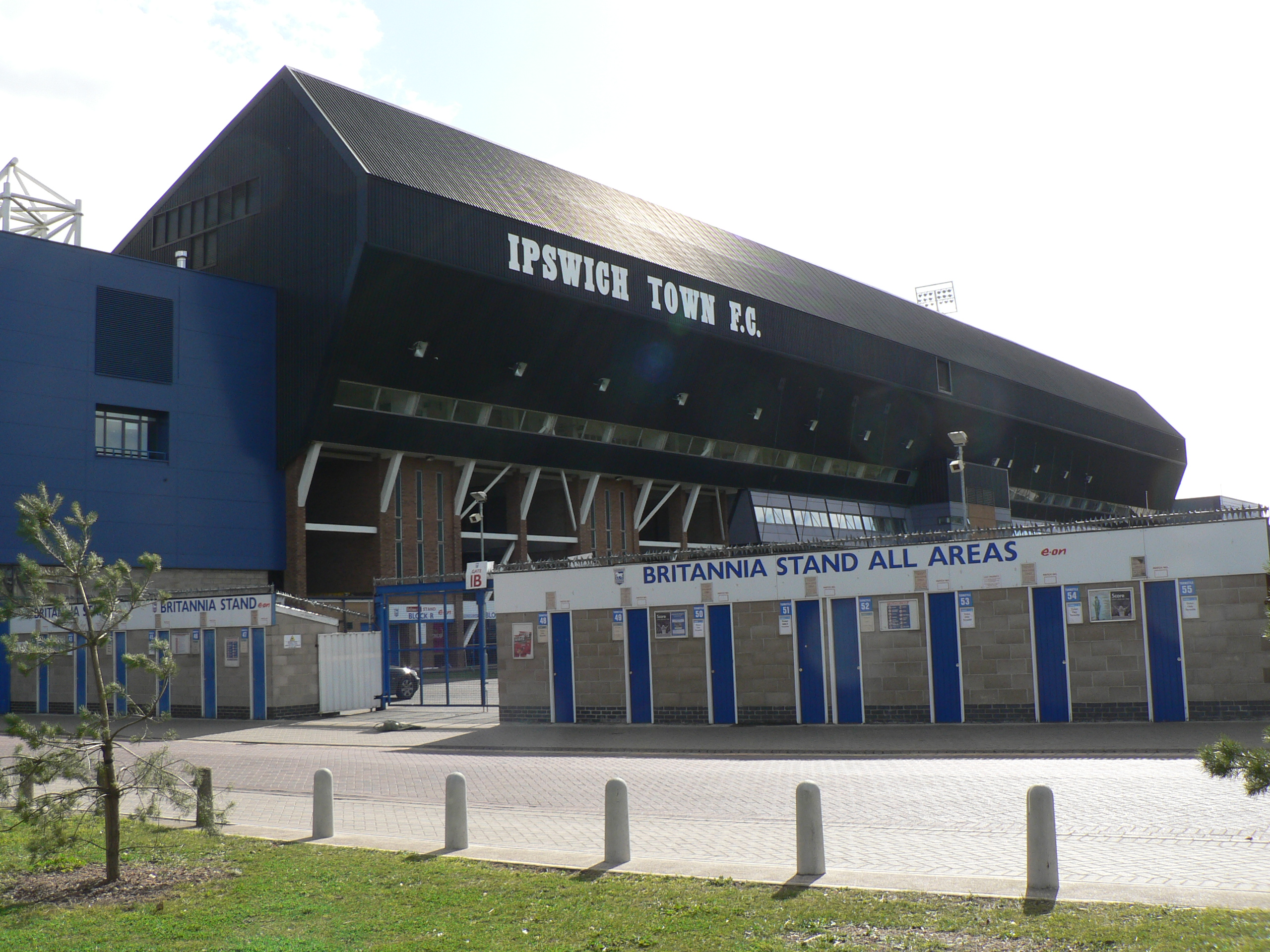
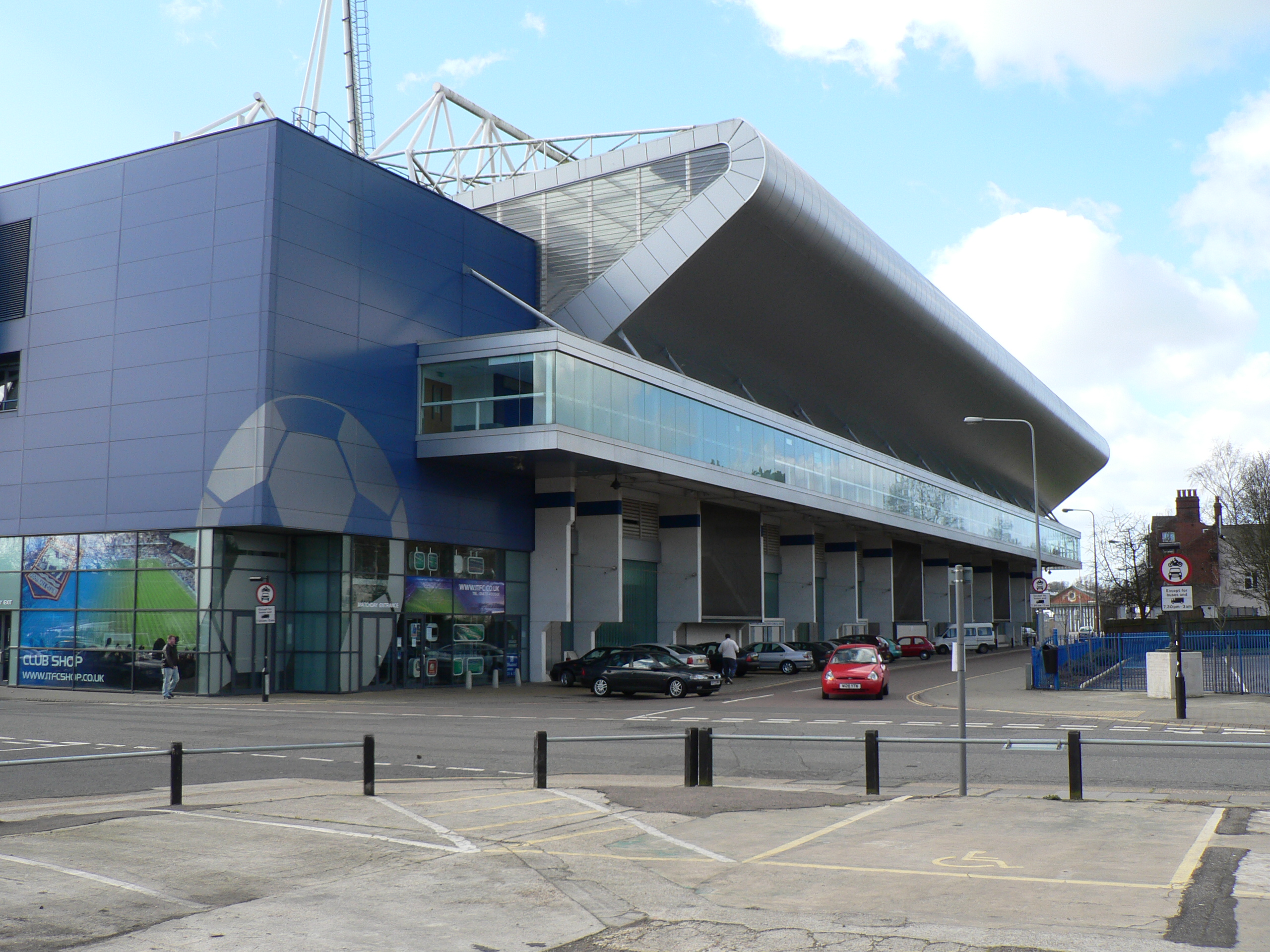
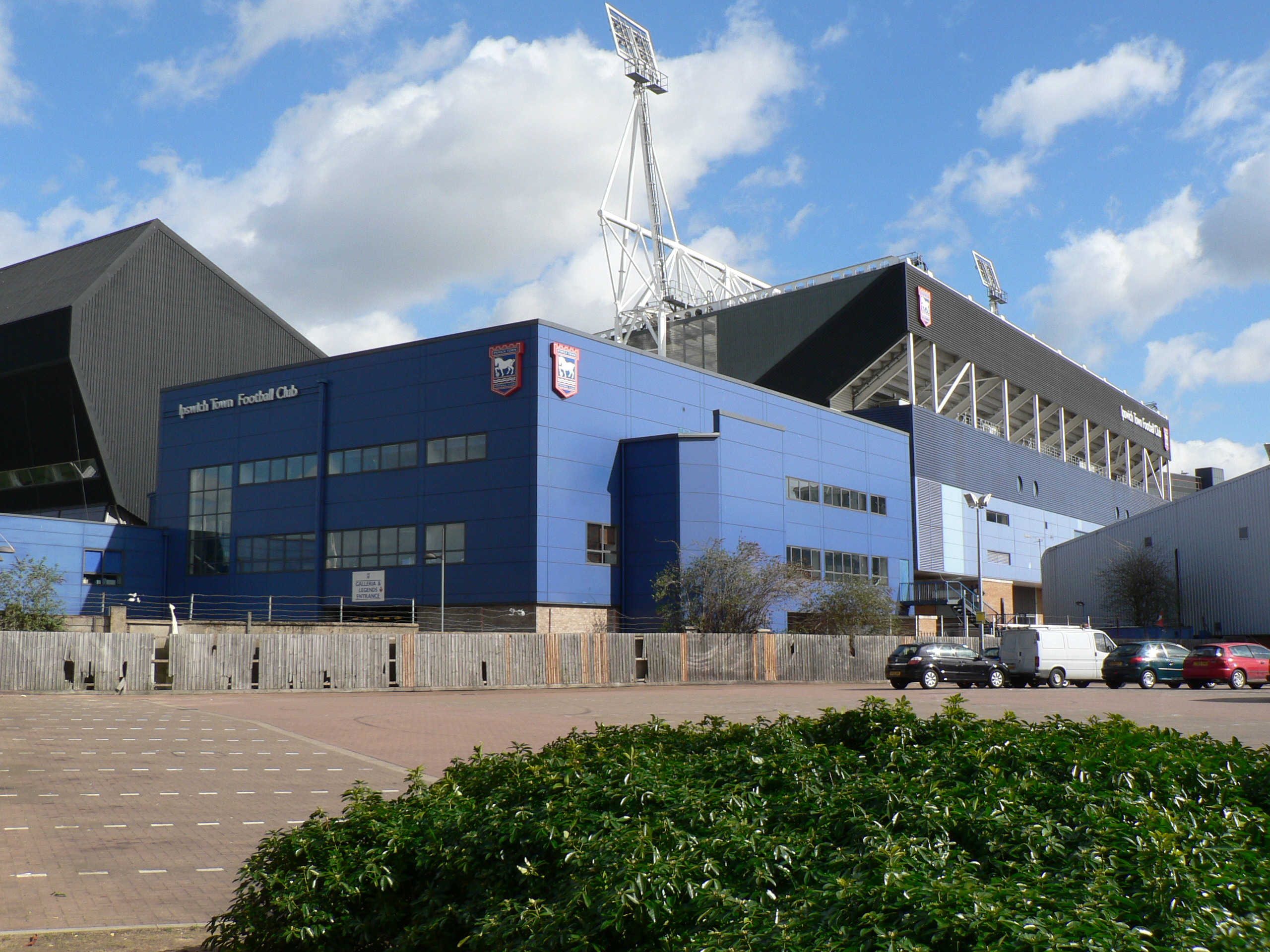
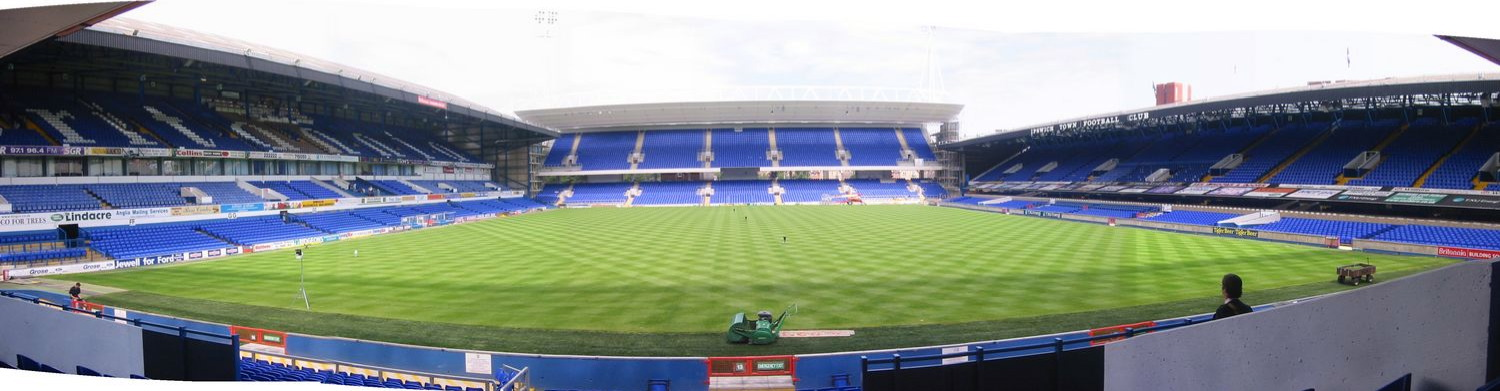
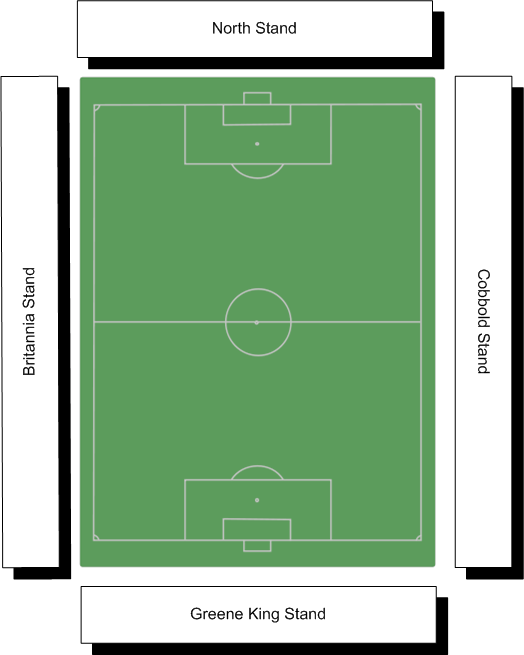
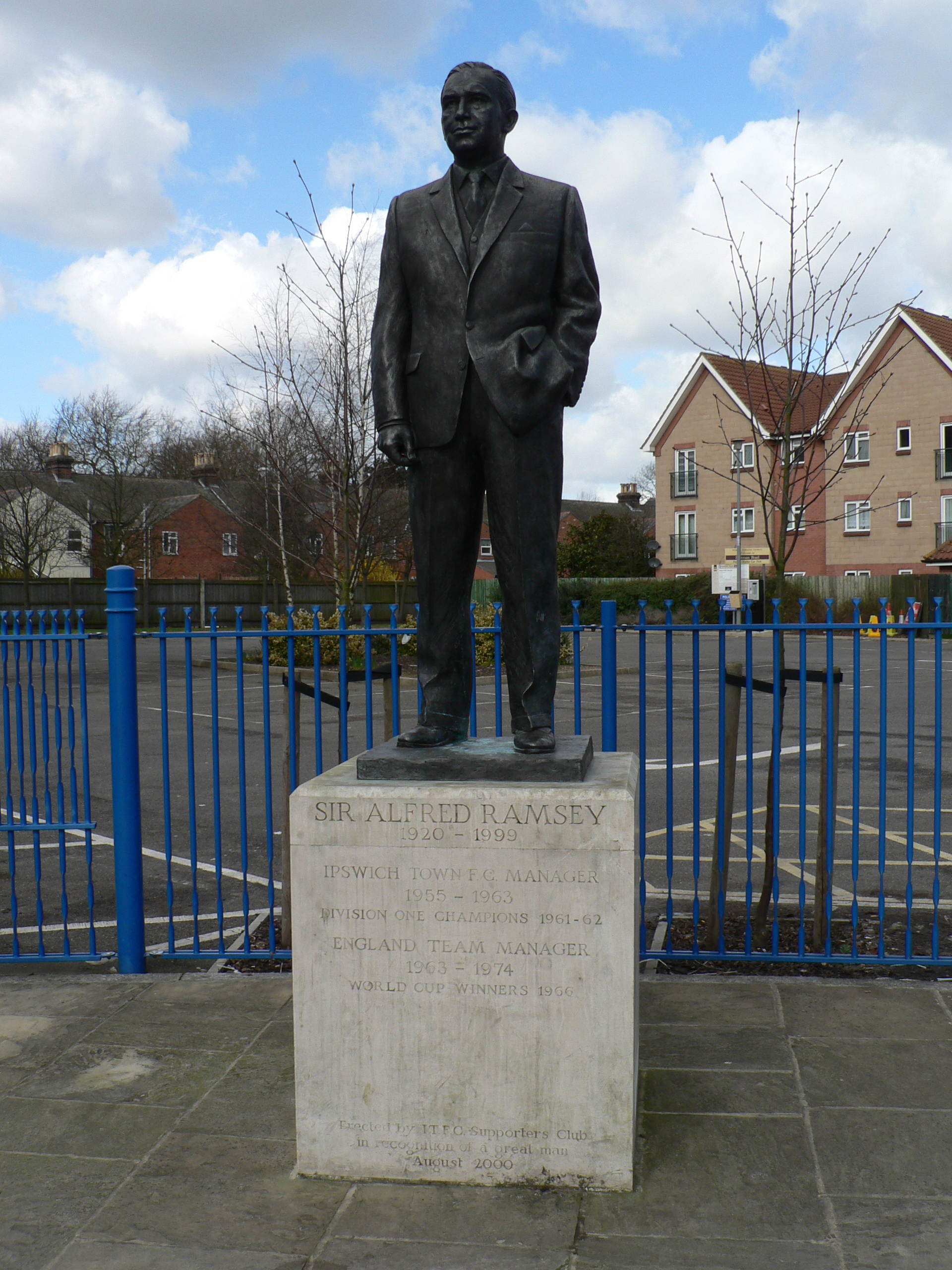
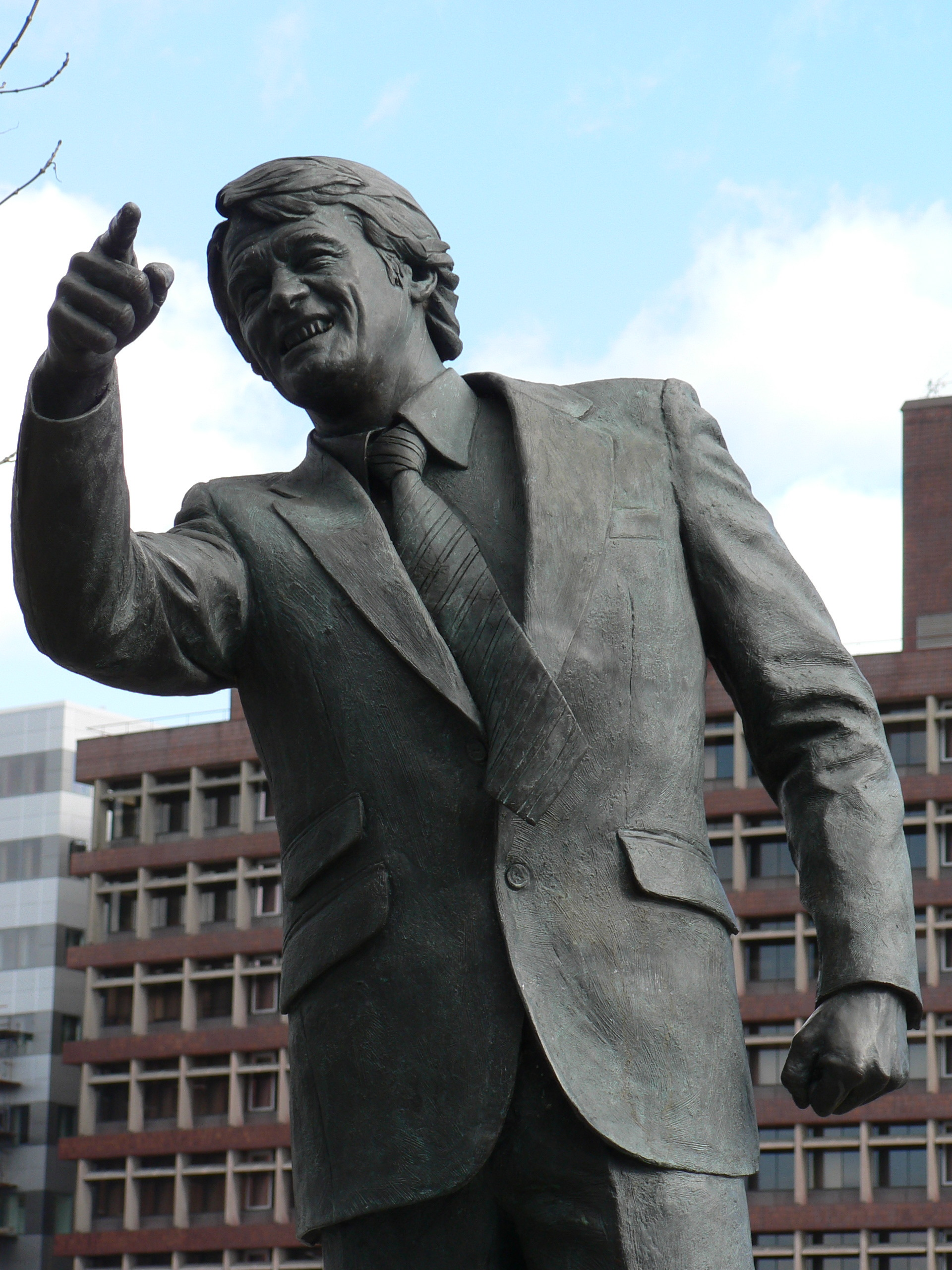